# Jean-Claude Turcotte
Jean-Claude Turcotte  (Montréal, 26 juni 1936 – aldaar, 8 april 2015) was een Canadees geestelijke en kardinaal van de Rooms-Katholieke Kerk.
Turcotte werd op 24 mei 1959 priester gewijd. Op 14 april 1982 werd hij benoemd tot hulpbisschop van Montréal en tot titulair bisschop van Suas; zijn bisschopswijding vond plaats op 29 juni 1982. Op 17 maart 1990 werd hij benoemd tot aartsbisschop van Montréal.
Tijdens het consistorie van 26 november 1994 werd Turcotte kardinaal gecreëerd met de rang van kardinaal-priester. Zijn titelkerk werd de Nostra Signora del Santissimo Sacramento e Santi Martiri Canadesi. Hij nam deel aan de conclaven van 2005 en 2013.
Turcotte was van 1997 tot 1999 tevens voorzitter van de Canadese bisschoppenconferentie.
Op 20 maart 2012 ging Turcotte met emeritaat.
Hij overleed in het Marie-Clarac ziekenhuis in zijn geboorteplaats op 78-jarige leeftijd.
- International Standard Name Identifier: 0000 0003 9693 0124
- Virtual International Authority File: 291959266
- WorldCat: E39PBJtxhbQj6VKDMfMCJCQwmd